# Franjo Kogoj
Franjo Kogoj (Kranjska Gora, 1894. október 13. – Kranjska Gora, 1983. szeptember 30.) horvát allergológus és dermatovenerológus, 1947-től a Horvát Tudományos és Művészeti Akadémia rendes tagja és alelnöke, valamint számos hazai és külföldi akadémia tiszteletbeli és levelező tagja. Négy egyetem honoris causa doktora. Horvátországban a tudományos dermatovenereológia megalapítója.

## Élete
A Júliai Alpok alatt fekvő Kranjska Gorán született 1894-ben. Orvosi tanulmányait 
Prágában végezte 1920-ban, majd dermatovenereológia szakosodása után Brünnben habilitált. Ezután Brünnben magántanár lett. 1923-ban költözött Zágrábba, ahol Bőr- és Nemibetegségek Klinikán dolgozott, amelynek 1927 és 1965 között igazgatója, és a Zágrábi Egyetem Orvostudományi Karának rendes tanára volt.  Az 1933/1934-es, az 1948/49-es, és az 1951/52-es tanévben a kar dékánja volt. Több cikluson át dékánhelyettesként is tevékenykedett. 1952-ben Albin Brnobić-tyal közösen megalapította a Horvát Orvosszövetség Allergológiai Szakosztályát, hogy összefogja az allergiás betegségeket kutatni kívánó orvosok munkáját. 1955-ben a Ljubljanai Bőr- és Nemibetegség Klinika tudományos munkájának szakértő vezetője és szervezője lett, mely poziciót 1964-ig töltötte be. Így Kogoj professzor egy egész évtizeden keresztül egyszerre két klinikát vezetett, egyet Zágrábban és egyet Ljubljanában.
1965-ben az ő kezdeményezésére megalapították a Horvát Tudományos és Művészeti Akadémia Hvari Allergia Központját. A központ először felújított helyiségekben kapott helyet, majd 1973-ban egy korszerűen felszerelt helyiségbe költöztették, így az allergológia és klinikai immunológia területén minden szükséges munka ott megtörténhetett. 1967-ben új vezetői megbízást kapott, a Klinikai Orvostudományi Intézet igazgatója lett. Hivatalában 1974-ig maradt. 1947-től a Jugoszláv Tudományos és Művészeti Akadémia rendes tagja, 1958 és 1972 között alelnöke volt. 1962-ben életműdíjat kapott.

## Tudományos munkássága
Kogoj professzor tudományos kutatási területe az allergia, az ekcéma, a bőr tuberkulózis és a hematoderma volt. Különösen az allergiák monitorozásában, prognózisában, profilaxisában és kezelésében vett részt. Az allergológia területén anticutinok és procutinok, az egymásra épülő tuberkulin-trichofitikus reakciók, az allergiás bőrreakciók, az egymásra épülő epicutan reakciók, az egymásra épülő tuberkulinreakciók, a gyógyszeres exantéma, a gyógyszeres dermatopátia, a pruritus, az allergia, és a viszketésnek a kortikotropin terápiában és a bőrgyógyászatban betöltött szerepe érdekelte. Bevezette a bőrgyógyászati terminológiába a pruridermatitis elnevezést a neurodermatitis, endogén ekcéma, prurigo-asthma, prurigo Besnier elnevezések helyett.
Foglalkozott a szifilisz klinikájával, szerológiájával és terápiájával, ahol figyelmeztetett az ún. kritikus pillanatra a szifilisz kezelésében. Tudományos érdeme a „Kogoj-féle spongiform micropustula”, mint szövettani újdonság leírása, mely az orvosi szakirodalomban az ő nevét viseli. A diffúz palmoplantáris keratodermák egyik fajtájának a „mal de meledának” a végső meghatározása szintén Kogoj érdeme. Körülbelül 230 tudományos és szakmai közleménye, 5 könyve, monográfiája, valamint segédkönyv és tankönyv punlikációi jelentek meg. 70 tudományos és szakmai közleménye foglalkozik allergológiai és immunbiológiai kérdésekkel. 

## Fő művei
- Histologie des pustuloses amicrobiennes. Bull Soc Francais Dermatol Syph, 1962.
- Un cas de maladie de Hallopeau, Acta Derm Venereol, 1927/28.
- Hypertrichosis an abheilten Psoriasisherden, Leipzig, 1937.
- Mljetska bolest, Zagreb, 1963.
- O postanku nekih bolesti, Zagreb, 1955.
- Psoriasis arthropathica liječena penicilinom: ujedno prilog pitanju etiologije, Zagreb, 1945.
- Dijagnoza profesionalnog egzema, Zagreb, 1968.
- Formenkreis der ichthyosiformen und keratotischen Hauterkrankungen, Stuttgart, 1970.
- Izvješća dermatovenerološke klinike u Zagrebu: knjiga 1. – 2. Zagreb, 1952.
- Kritički moment kao opća koncepcija antiluičnog liječenja, Izvješća dermatovenerološke klinike u Zagrebu:knjiga 1. – 2.

## Fordítás
Ez a szócikk részben vagy egészben  a   Franjo Kogoj című horvát Wikipédia-szócikk ezen változatának fordításán alapul.  Az eredeti cikk szerkesztőit annak laptörténete sorolja fel. Ez a jelzés csupán a megfogalmazás eredetét és a szerzői jogokat jelzi, nem szolgál a cikkben szereplő információk forrásmegjelöléseként.